# Ефрем (Рязанов)
Епископ Ефрем (в миру Василий Николаевич Рязанов; 1815, село Дмитровское, Орловский уезд, Орловская губерния — 15 [27] января 1891, Белгород, Курская губерния) — епископ Русской православной церкви, епископ Пермский и Соликамский.

## Биография
Родился в 1815 году в селе Дмитриевском Орловского уезда Орловской губернии в семье диакона. В 1837 году окончил Орловскую духовную семинарию, после чего поступил в Санкт-Петербургскую духовную академию, которую окончил в 1841 году вторым магистром на своём курсе, защитив диссертацию «О неправославии Армянской Церкви».
27 августа (8 сентября) 1841 года определён в Волынской духовную семинарию преподавателем по второму классу богословия, а также исполняющим обязанности инспектора. 15 (27) августа 1845 года был рукоположён в сан диакона. 16 августа того же года — в сан священника. 15 (27) июля 1849 года был возведён в сан протоиерея.
Овдовел. 23 августа (4 сентября) 1852 года был пострижен в монашество с именем Ефрем. 3 декабря того же года назначен ректором Волынской духовной семинарии и настоятелем Загаецкого Иоанновского монастыря Волынской губернии. 17 (29) мая 1853 года был возведён в сан архимандрита и назначен членом Волынской духовной консистории.
1 (13) декабря 1857 года перемещён в Рижскую духовную семинарию на должность ректора и профессора богословских наук «с предоставлением ему лично степени настоятеля второклассного монастыря». Переустроил учебный процесс в семинарии и открыл в ней шестой класс, подняв её, таким образом до уровня семинарий других епархий. В 1859—1866 годы являлся главным редактором семинарского журнала «Училище Благочестия», издавал календари на эстонском и латышском языках, участвовал в составлении латышско-русского словаря.
С конца декабря 1861 по июнь 1862 год командировался в Пермскую духовную семинарию «по случаю беспорядков» в оной. 15 (27) января 1864 года определён членом Лифляндского и Курляндского присутствия для улучшения быта православного духовенства Рижской епархии. 18 (30) апреля 1866 года переведён в Санкт-Петербург на должность члена духовно-цензурного комитета.

## Архиерейское служение
20 января (1 февраля) 1870 года вошёл в состав особой комиссии для пересмотра правил о духовной цензуре. В «Формулярном списке» за 1870 год характеризовался следующим образом: «Поведения похвального, способен и надёжен». 25 февраля (9 марта) 1871 года был утверждён доклад Святейшего синода «о бытии Епископом Березовским, викарием Тобольской епархии Члену С. Петербургского Духовно-Цензурного комитета Архимандриту Ефрему». При его назначении на должность викария Тобольской епархии, возможно, сыграло роль то обстоятельство, что он ранее уже занимался решением миссионерских задач на территории Прибалтики.
7 (19) марта 1871 года в Свято-Троицком соборе Александро-Невской лавры состоялась его епископская хиротония, которую совершили: митрополит Санкт-Петербургский Исидор (Никольский), митрополит Киевский Арсений (Москвин), митрополит Московский Иннокентий (Вениаминов), архиепископ Литовский Макарий (Булгаков), архиепископ Полоцкий Василий (Лужинский), архиепископ Рязанский Алексий (Ржаницын), викарии Санкт-Петербургской епархии: епископ Павел (Лебедев) и епископ Тихон (Покровский). 25 мая (6 июня) 1874 года назначен епископом Тобольским и Сибирским.
11 (23) января 1880 года назначен епископом Белгородским и Курским. Перед тем, как покинуть Сибирь, по распоряжению Святейшего Синода побывал в Томске, где принял участие в хиротонии начальника Алтайской духовной миссии архимандрита Владимира (Петрова) во епископа Бийского, викария Томской епархии.
19 (31) марта 1883 года назначен епископом Пермским. Епископ Ефрем прекрасно разбирался во всех отраслях человеческого знания, был большим знатоком богословия и светской литературы, отличался выдающимися административными способностями. Принимал участие в собрании преосвященных архиереев в Казани. 8 (20) мая 1888 года, согласно прошению, уволен от управления епархией и назначен управляющим Белгородским Свято-Троицким монастырём Курской епархии.

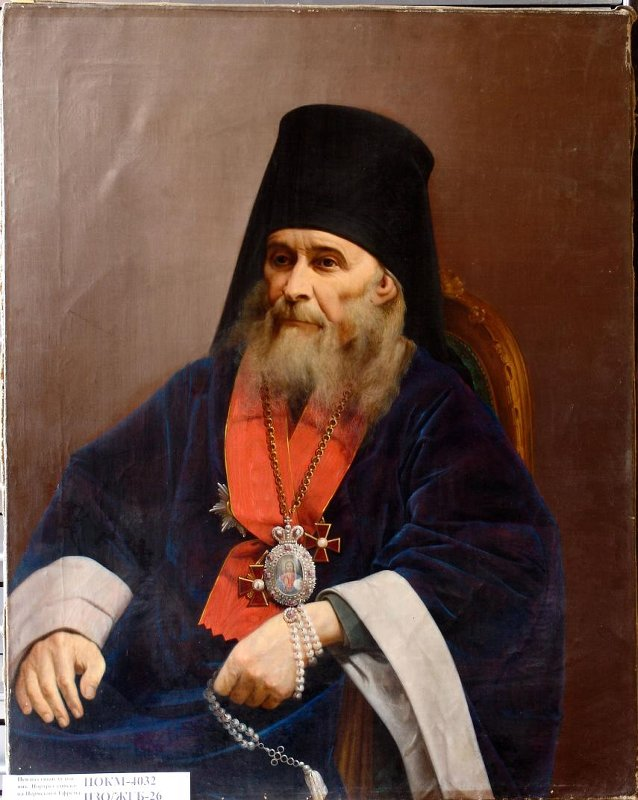
Портрет кон. 1880-х

Скончался 15 (27) января 1891 года. Погребен под Троицким собором г. Белгорода.